# القنب الهندي في النرويج
القنب في النرويج غير قانوني لجميع الأغراض.

## عدم التجريم
في ديسمبر 2017, أعلنت اللجنة الفرعية المعنية بالصحة في البرلمان النرويجي عزمها إلغاء تجريم تعاطي المخدرات الشخصي، وتوفير العلاج الطبي للمستخدمين بدلاً من الغرامات والسجن. في مارس 2018, أنشأت الحكومة مجموعة عمل لإعداد الإصلاح في سياسة المخدرات. قدمت المجموعة توصيتها إلى الحكومة بحلول 31 ديسمبر 2019. في التفويض الممنوح للجماعة، تم تسليم الشرطة مسؤولية «فرض تدابير متعلقة بالصحة على مدمني المخدرات». عدم الامتثال للإجراءات التي تفرضها الشرطة «سيؤدي إلى عقوبات».

## جهود الإصلاح
كانت النرويج تقليديًا واحدة من أكثر الدول صرامة في أوروبا فيما يتعلق بالقنب، ولكن هذا يتغير، ويرجع ذلك أساسًا إلى عمل مجموعات الإصلاح مثل جمعية سياسات الأدوية الإنسانية والنرويجية NORML وكذلك تأثير المنظمات الدولية لحقوق الإنسان.
الشباب الليبراليون النرويجيون، اتحاد الشباب التابع للحزب السياسي النرويجي Venstre, يدعم تقنين وتنظيم الأدوية مثل القنب.

## العقوبة
يعتبر ما يصل إلى 15 غرامًا مبلغًا للاستخدام الشخصي، ويعاقب بغرامة في حالة مرتكبي الجرائم لأول مرة؛ امتلاك المزيد يعاقب عليه بقسوة أكبر. تكرار المخالفين أو التجار يمكن أن يواجهوا اتهامات بالسجن. نوع الغرامة الممنوحة لجرائم المخدرات هي من الفئة الأكثر خطورة، وستظهر في السجل الجنائي. يُجبر الشباب المخالفون لأول مرة بشكل روتيني على الموافقة على اختبار المخدرات المنتظم تحت الإشراف لتجنب الملاحقة القضائية. يعاقب ما يصل إلى 1 كجم بالسجن لمدة تصل إلى عامين. إذا كان المبلغ أكبر، فإن الحد هو 10 سنوات. يُعاقب على المبالغ التي تزيد عن 80 كجم بعقوبات تتراوح من 3 إلى 15 عامًا، وفي الحالات الخطيرة جدًا يُسمح بحد أقصى 21 عامًا اعتبارًا من أبريل 2021, لم تعد السلطات تعطي الأولوية للأدوية ذات الكميات الصغيرة للاستخدام الشخصي. لم تعد تتم مقاضاة المخدرات الصغيرة.